# مطار غينغادو جياودونغ الدولي
مطار غينغادو جياودونغ الدولي (بالصينية: 青岛胶东国际机场) مطار عام يقع بمدينة تشينغداو في شاندونغ في الصين. يبلغ طول المدرج 3600 م . حصل على الموافقة في ديسمبر 2013، وأصبح المطار الرئيسي للمدينة محل مطار تشينغداو ليوتينغ الدولي. يقع في جياودونغ، جياوزو، على بعد 39 كيلومترًا (24 ميل) من وسط تشينغداو. افتتح المطار في 12 أغسطس 2021 وهو حاليًا أكبر مطار في شاندونغ، وهو قادر على التعامل مع 35 مليون مسافر سنويًا.

## شركات الطيران والوجهات

### الركاب
| شركـات طيـران            | الوجهات |
| ------------------------ | --- |
| 9 Air                    | مطار قوانغتشو باييون الدولي |
| Air Busan                | Busan |
| طيران الصين              | مطار بكين العاصمة الدولي، مطار تشنغدو شوانغليو الدولي، مطار جينغديو الجديد، مطار ووهان الدولي |
| Air Guilin               | مطار قويلين يانغ جيانغ الدولي، مطار نانينغ الدولي، Wuhu، مطار شيشوانغباننا غاسا، مطار تشنغتشو الدولي |
| طيران ماكاو              | مطار ماكاو الدولي |
| Air Travel ‏              | مطار هايلار دونغشان، مطار كونمينغ جانغشوي الدولي |
| خطوط كل اليابان الجوية   | مطار كانساي الدولي، مطار طوكيو هانيدا الدولي، مطار ناريتا الدولي |
| خطوط آسيانا الجوية       | مطار إنتشون الدولي |
| خطوط العاصمة بكين الجوية | مطار بكين داشينغ الدولي، مطار تشانغشا هوانغوا الدولي، Dazhou، مطار تشنغدو شوانغليو الدولي، مطار قوييانغ لونغدونغابو الدولي، مطار هايكو ميلان الدولي، مطار هانغتشو شياوشان الدولي، مطار هاربين الدولي، مطار حيفي شينكياو الدولي، مطار هونغ كونغ الدولي، مطار هوانغشان تونشي الدولي، مطار جيجو الدولي، مطار لندن هيثرو، مطار ملبورن الدولي، مطار شيريميتييفو الدولي، Naha، مطار نانتشانغ تشانغبى الدولي، مطار نانينغ الدولي، مطار شنيانغ الدولي، مطار شيهيان ودانغشان، مطار سيدني، Vladivostok، مطار ووهان الدولي، مطار تشنغتشو الدولي |
| كاثي باسيفيك             | مطار هونغ كونغ الدولي |
| Chengdu Airlines         | مطار قوييانغ لونغدونغابو الدولي، مطار جينينغ كوفو، مطار يويانغ |
| خطوط شرق الصين الجوية    | مطار بكين داشينغ الدولي، مطار تشانغبايشان، مطار تشانغتشون الدولي، مطار جينغديو الجديد، مطار تشونغتشينغ جيانغبى الدولي، مطار داليان الدولي، مطار داتشينغ سارتو، مطار دبي الدولي، مطار قانتشو هوانتشين، مطار قوانغتشو باييون الدولي، مطار قوييانغ لونغدونغابو الدولي، مطار هانغتشو شياوشان الدولي، مطار هاربين الدولي، مطار حيفي شينكياو الدولي، مطار هينغيانغ نانيوي، مطار هوهوت بايتا الدولي، مطار جياموسي دونغاجياو، مطار جييانغ شاوشان، مطار كونمينغ جانغشوي الدولي، مطار لانتشو تشونغ تشوان، مطار ساني ليجيانغ، مطار يوتشو بيلين، مطار لوئهو يونلونغ، مطار مودانجيانغ هايلانغ، مطار نانتشانغ تشانغبى الدولي، مطار نانجينغ الدولي، مطار نينغبو ليش الدولي، مطار اوردوس إيجين هورو، مطار كانساي الدولي، مطار إنتشون الدولي، مطار شانغهاي هونغكياو الدولي، مطار شانغهاي بودنغ الدولي، مطار شنيانغ الدولي، مطار شينزين باوان الدولي، مطار تايوان تاويوان الدولي، مطار تاييوان وسو الدولي، مطار تونغهوا، مطار ونزهو يونجقيانج الدولي، مطار ووهان الدولي، مطار سنن شوفانغ الدولي، مطار شيان شيانيانغ الدولي، مطار تشيانغ مينغانغ، مطار يانجي تشاويانغتشوان، مطار يبين واليانجي، مطار ينتشوان خه دونغ، مطار ييوو، مطار يونتشنغ قوانقونغ، مطار زوني شينزهو |
| خطوط جنوب الصين الجوية   | مطار فوتشنغ بيهاي، مطار تشانغتشون الدولي، مطار تشانغشا هوانغوا الدولي، مطار تشنغدو شوانغليو الدولي، مطار داليان الدولي، مطار داتشينغ سارتو، مطار قوانغتشو باييون الدولي، مطار قوييانغ لونغدونغابو الدولي، مطار هاربين الدولي، مطار هوهوت بايتا الدولي، مطار جييانغ شاوشان، مطار كونمينغ جانغشوي الدولي، مطار ميانيانغ نانيجو، مطار نانينغ الدولي، مطار شانغهاي بودنغ الدولي، مطار شنيانغ الدولي، مطار شينزين باوان الدولي، مطار تايتشو وقياو، مطار أورومتشي الدولي، مطار ووهان الدولي، مطار شينينغ الدولي، Yan'an، مطار يانجي تشاويانغتشوان، مطار ينتشوان خه دونغ، مطار تشنغتشو الدولي |
| Chongqing Airlines       | مطار تشونغتشينغ جيانغبى الدولي، مطار هاربين الدولي، مطار كونمينغ جانغشوي الدولي، مطار ينتشوان خه دونغ |
| Donghai Airlines         | مطار شينزين باوان الدولي |
| طيران جي إكس             | مطار زيجانغ، Jingzhou، Jinzhou، مطار نانينغ الدولي، مطار شانغينغ ليوجي، مطار ييتشانغ سانشيا |
| خطوط هاينان الجوية       | مطار تشانغشا هوانغوا الدولي، مطار قوانغتشو باييون الدولي، مطار هايكو ميلان الدولي، مطار هاربين الدولي، مطار نينغبو ليش الدولي، مطار شينزين باوان الدولي، مطار ووهان الدولي، مطار شيان شيانيانغ الدولي |
| Hebei Airlines           | مطار غينهوانغادو بيداهي، مطار شيجياتشوانغ تشنغدينغ الدولي |
| Jeju Air                 | مطار إنتشون الدولي |
| Jin Air                  | مطار إنتشون الدولي |
| خطوط جونياو الجوية       | مطار تشانغتشون الدولي، مطار ساني ليجيانغ، مطار نانتشانغ تشانغبى الدولي، مطار نانجينغ الدولي، مطار كانساي الدولي، مطار سانيا فينيكس الدولية، مطار شانغهاي بودنغ الدولي، Songyuan، مطار سنن شوفانغ الدولي |
| كوريا للطيران            | Busan، مطار إنتشون الدولي |
| Kunming Airlines         | مطار تشانغشا هوانغوا الدولي، مطار قوانغتشو باييون الدولي، مطار كونمينغ جانغشوي الدولي |
| LJ Air                   | مطار هاربين الدولي، مطار شيشوانغباننا غاسا |
| خطوط لاكي الجوية         | مطار كونمينغ جانغشوي الدولي، مطار ووهان الدولي |
| خطوط طيران أوكاي         | مطار تشانغشا هوانغوا الدولي، مطار شنيانغ الدولي |
| Qingdao Airlines         | مطار سوفارنابومي الدولي، مطار باوتو يرليبان، مطار تشانغتشون الدولي، مطار تشانغتشو بيننو، مطار جينغديو الجديد، مطار داليان الدولي، مطار داتشينغ سارتو، مطار فوتشو تشانغله الدولي، مطار قوييانغ لونغدونغابو الدولي، مطار هايكو ميلان الدولي، مطار هايلار دونغشان، مطار هاربين الدولي، مطار حيفي شينكياو الدولي، مطار كونمينغ جانغشوي الدولي، مطار كوغا كويشي، مطار لانتشو تشونغ تشوان، مطار ساني ليجيانغ، مطار لينفين غيوالي، مطار لوليانغ، مطار مانزهولوي شيجياو، مطار نانتشانغ تشانغبى الدولي، مطار نانينغ الدولي، مطار نانيانغ جيانغ يينغ، مطار جينجيانغ تشيوانتشو، مطار قوزهو، مطار إنتشون الدولي، مطار شنيانغ الدولي، مطار أورومتشي الدولي، مطار ونزهو يونجقيانج الدولي، مطار شينينغ الدولي، مطار شيشوانغباننا غاسا، مطار يانجي تشاويانغتشوان، مطار تشانغجياجيه هيهوا، Zhanjiang، مطار تشنغتشو الدولي، مطار تشوشان بوتوشان |
| Ruili Airlines           | Ezhou، مطار كونمينغ جانغشوي الدولي |
| سكوت للطيران             | مطار شانغي سنغافورة |
| خطوط شاندونغ الجوية      | مطار اكسو، مطار أنشهون هوانغشو، مطار سوفارنابومي الدولي، مطار بكين العاصمة الدولي، مطار تشانغبايشان، مطار تشانغتشون الدولي، مطار تشانغشا هوانغوا الدولي، مطار تشانغتشو بيننو، مطار تشنغدو شوانغليو الدولي، مطار تشونغتشينغ جيانغبى الدولي، مطار داليان الدولي، مطار داتشينغ سارتو، مطار داتونغ يونغانغ، مطار أنديرا غاندي الدولي، مطار إينشي شوجيابينغ، مطار فوتشو تشانغله الدولي، مطار قوانغتشو باييون الدولي، مطار قويلين يانغ جيانغ الدولي، مطار قوييانغ لونغدونغابو الدولي، مطار هايكو ميلان الدولي، مطار هانغتشو شياوشان الدولي، مطار هاربين الدولي، مطار حيفي شينكياو الدولي، مطار هوهوت بايتا الدولي، مطار جياموسي دونغاجياو، مطار جيانسانينغ، مطار جينغدتشن جيا، مطار كورلا، مطار كونمينغ جانغشوي الدولي، مطار لانتشو تشونغ تشوان، مطار لونغنان جينتشيو، مطار مودانجيانغ هايلانغ، مطار نانتشانغ تشانغبى الدولي، مطار نانجينغ الدولي، مطار نانينغ الدولي، مطار نينغبو ليش الدولي، مطار كانساي الدولي، مطار تشيتشيهار سانجيازي، مطار سانيا فينيكس الدولية، Sapporo–Chitose، مطار إنتشون الدولي، مطار شانغهاي هونغكياو الدولي، مطار شانغهاي بودنغ الدولي، مطار شيانغراو سانغينغشان، مطار شنيانغ الدولي، مطار شينزين باوان الدولي، مطار تايوان تاويوان الدولي، مطار تاييوان وسو الدولي، مطار أورومتشي الدولي، مطار ووهان الدولي، مطار يشان، مطار شيامن قاوتشي الدولي، مطار شيان شيانيانغ الدولي، مطار شينينغ الدولي، مطار ينتشوان خه دونغ، مطار تشنغتشو الدولي، مطار تشوشان بوتوشان، مطار تشوهاى سانزو، مطار رينهواي ماوتاي |
| خطوط شانغهاي الجوية      | مطار داليان الدولي، مطار جياموسي دونغاجياو، مطار جيشي شينغايهو، مطار تشيتشيهار سانجيازي، مطار شانغهاي هونغكياو الدولي |
| خطوط شينزين الجوية       | مطار قوانغتشو باييون الدولي، مطار هاربين الدولي، مطار نانتشانغ تشانغبى الدولي، مطار نانتونغ شينغ دونغ، مطار شينزين باوان الدولي، مطار يشهون مينغيويشان |
| خطوط سيتشوان الجوية      | مطار تشنغدو شوانغليو الدولي، مطار جينغديو الجديد، مطار تشونغتشينغ جيانغبى الدولي، مطار كونمينغ جانغشوي الدولي، مطار شيان شيانيانغ الدولي |
| سبرينغ (شركة طيران)      | مطار نانتشانغ تشانغبى الدولي، مطار نينغبو ليش الدولي، مطار شانغهاي هونغكياو الدولي |
| خطوط سوبارنا الجوية      | مطار ووهان الدولي، مطار تشوهاى سانزو |
| خطوط تيانجين الجوية      | مطار أنقينج تيانزهوشان، مطار قوييانغ لونغدونغابو الدولي، مطار هوهوت بايتا الدولي، مطار هوايان ليانشوي، مطار أورومتشي الدولي، مطار ونزهو يونجقيانج الدولي، مطار ووهان الدولي، مطار يولين يو يانغ، مطار تشنغتشو الدولي |
| Uni Air                  | مطار كاوهسيونغ الدولي، مطار تايوان تاويوان الدولي |
| أورومتشي للطيران         | مطار أورومتشي الدولي، مطار تشنغتشو الدولي |
| خطوط زيامن الجوية        | مطار تشانغتشون الدولي، مطار تشانغشا هوانغوا الدولي، مطار تشونغتشينغ جيانغبى الدولي، مطار فوتشو تشانغله الدولي، مطار هانغتشو شياوشان الدولي، مطار هاربين الدولي، مطار نانينغ الدولي، مطار كانساي الدولي، مطار جينجيانغ تشيوانتشو، مطار سانيا فينيكس الدولية، مطار شنيانغ الدولي، مطار شيامن قاوتشي الدولي |

### الشحن
| شركـات طيـران          | الوجهات                                     |
| ---------------------- | ------------------------------------------- |
| خطوط كل اليابان الجوية | Naha                                        |
| خطوط تي أن تي الجوية   | مطار آستانا الدولي، مطار لييج               |
| Air Incheon            | مطار إنتشون الدولي                          |
| خطوط جنوب الصين الجوية | مطار لوس أنجلوس الدولي، مطار فانكوفر الدولي |
| European Cargo         | Bournemouth                                 |

## وصلات خارجية
- http://www.flightstats.com/go/Airport/airportDetails.do?airportCode=